# شيرلي هازرد
شيرلي هازرد (بالإنجليزية: Shirley Hazzard)‏ (30 يناير 1931، سيدني في أستراليا - 12 ديسمبر 2016، مانهاتن في الولايات المتحدة)؛ كاتِبة وروائية أسترالية-أمريكية.

## الجوائز
- زمالة غوغنهايم

## روابط خارجية
- شيرلي هازرد على موقع الموسوعة البريطانية (الإنجليزية)
- شيرلي هازرد على موقع إن إن دي بي (الإنجليزية)